# هیسانوری تاکادا
هیسانوری تاکادا (انگلیسی: Hisanori Takada؛ زادهٔ ۳۰ مهٔ ۱۹۸۱ – ۱۷ مارس ۲۰۲۲) بازیکن فوتبال اهل ژاپن بود.
از باشگاه‌هایی که در آن بازی کرده بود می‌توان به باشگاه ایسترن اسپورتز اشاره کرد. تاکادا در ۱۷ مارس ۲۰۲۲ در سن ۴۰ سالگی به طور ناگهانی درگذشت.